# C28 (Namibië)
De C28 is een secundaire weg in het westen van Namibië. De weg loopt van Windhoek naar Swakopmund. In Windhoek sluit de weg aan op de B1 naar Keetmanshoop en Otjiwarongo en op de B6 naar Gobabis en in Swakopmund op de B2 naar Walvisbaai en Okahandja.
De C28 is 217 kilometer lang en loopt door de regio's Khomas en Erongo.